# Katya Chilly
Katya Chilly, właśc. Kateryna Petriwna Kondratenko (ukr. Катерина Петрівна Кондратенко, ur. 12 lipca 1978 w Kijowie) – ukraińska wokalistka oraz kompozytorka tworząca muzykę będącą połączeniem world music, new age oraz folku.

## Życiorys
Debiutancki album Русалки in da House ukazał się w 1998, gdy Kondratenko miała zaledwie 16 lat. Zaczęła przygotowywać materiał na album w 1996, kiedy zmieniła pseudonim sceniczny na Katya Chilly. Na Ukrainie zyskała popularność dzięki swojej oryginalnej muzyce będącej połączeniem elektroniki oraz folku.
W 2017 brała udział w siódmym sezonie The Voice of Ukraine.
W 2020 wzięła udział w ukraińskiej selekcji narodowej do Konkursu Piosenki Eurowizji 2020 z piosenką „Pich”, ale nie zakwalifikowała się do finału.

## Dyskografia

### Albumy studyjne
- Русалки in da House (1998)
- Сон (2002)
- Я — молодая (2006)

#### Single
- Півні (2005)